# Inês de Castro

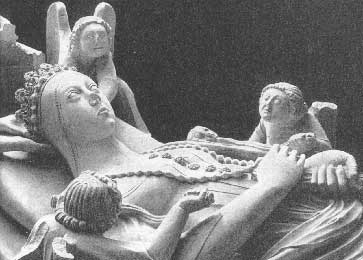
Rzeźba Inês de Castro z jej nagrobka w Alcobaça

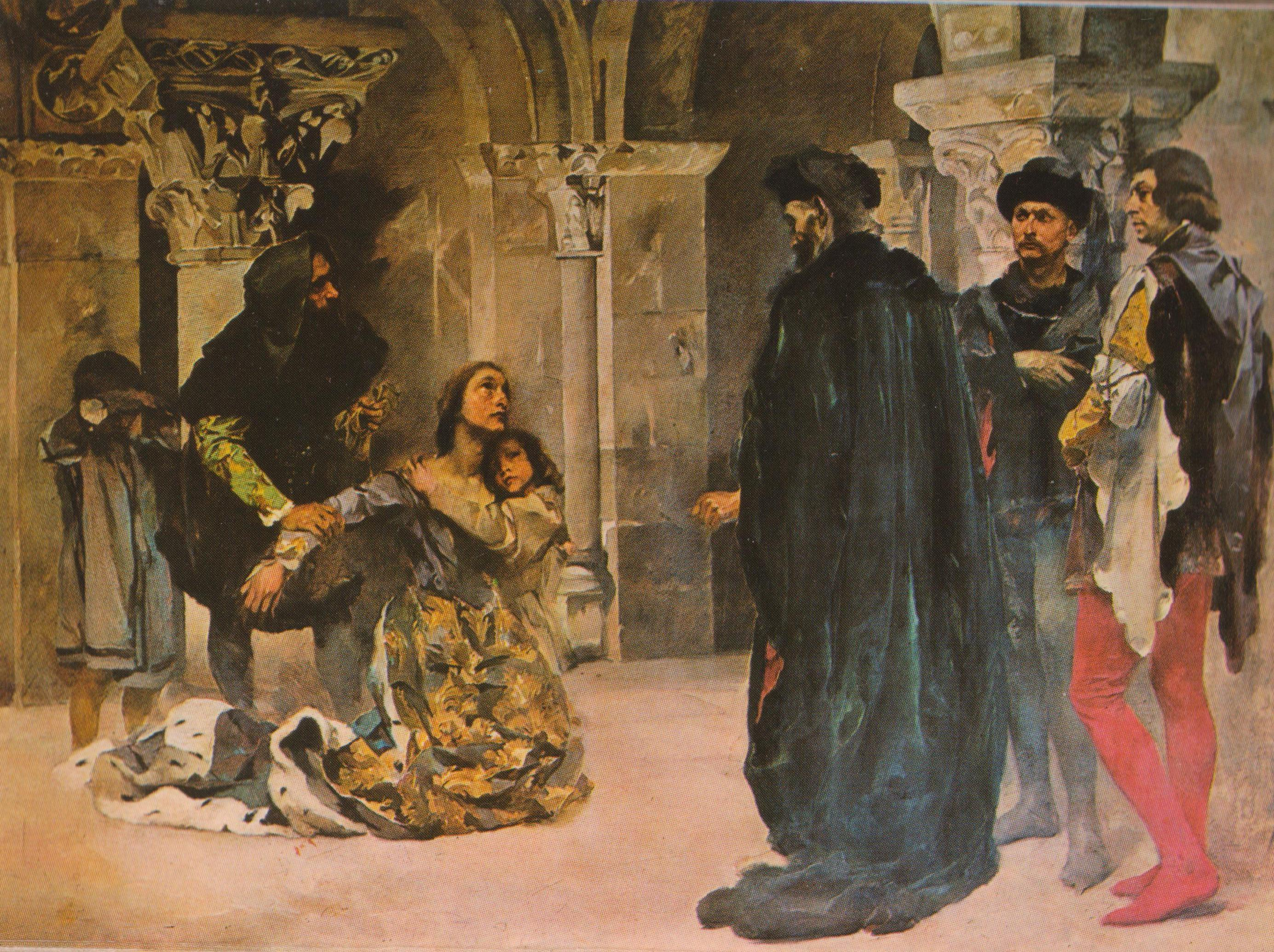
Śmierć Inês de Castro w klasztorze w Coimbrze

Inês de Castro (hiszp. i gal. Inés de Castro, ur. 1320 lub 1325, zm. 7 stycznia 1355 w Coimbrze) – galicyjska szlachcianka, dama dworu księżnej Konstancji Manuel i księżna Portugalii jako żona księcia Piotra (późniejszego króla Portugalii Piotra I Sprawiedliwego). Pośmiertnie koronowana.

## Życiorys
Inês była córką Pedro Fernándeza de Castro, pana Lemos i Sarri, i jego kochanki, Aldonzy Lorenzo de Valladares. Jej przodkowie pochodzili z galicyjskiej i portugalskiej szlachty, a pradziad Sancho IV Odważny był królem Kastylii-Leónu.
Do Portugalii przybyła jako dama dworu w orszaku księżnej Konstancji Manuel, która miała zostać żoną portugalskiego następcy tronu, Piotra. Małżeństwo to istotnie doszło do skutku, dość szybko jednak królewicz zakochał się - z wzajemnością - w Inês. Groźbę skandalu zażegnał jego ojciec, król Alfons IV, który zesłał Inês do zamku na granicy z Hiszpanią. 
Po śmierci księżnej Konstancji w 1345 roku książę Piotr przestał ukrywać swój romans, a w rok później zawarł z Inês, z przyczyn politycznych, potajemny ślub w mieście Bragança na północy Portugalii. Z małżeństwa tego urodziło się czworo dzieci.
Ze względów politycznych, głównie możliwego w przyszłości wpływu Kastylijczyków na księcia za pomocą Inês, król Alfons po naradzie z doradcami w zamku Montemor-o-Velho zdecydował się zlecić zamordowanie synowej.
Morderstwa dokonano 7 stycznia 1355 roku w Coimbrze.

## Wydarzenia po śmierci
Dwa lata później, po śmierci Alfonsa i koronacji na króla, Piotr ogłosił, że Inês była jego żoną od 1 stycznia 1354 roku. W 1361 roku nakazał ekshumować zwłoki, by przewieźć je do Alcobaça, gdzie ciało jej rozkazał ubrać w królewskie szaty i posadzić na tronie. 24 kwietnia Inês de Castro została pośmiertnie koronowana. Według podania król zmusił dwór do oddania hołdu i całowania jej dłoni.
Dwóch spośród morderców król rozkazał uwięzić i, zgodnie z jedną z wersji legendy, wyrwać im serca.

## Nagrobek Inês de Castro
Nagrobek tumbowy Inês de Castro znajduje się w kościele klasztornym cystersów w Alcobaça, w prawej części transeptu, natomiast grobowiec króla Piotra I w lewej części. Są to najważniejsze zabytki gotyckiej sztuki sepulkralnej w kraju. Postać królowej emanuje subtelnością i poezją, a figurę króla cechuje majestat. Obydwie postacie otaczają aniołowie, którzy usiłują je unieść. Po bokach obu tumb znajdują się sceny zaślubin, przedstawienia z życia Chrystusa i Marii (na nagrobku Inês de Castro) oraz św. Bartłomieja (na nagrobku królewskim). Czoło tumby Inês de Castro jest ozdobione płaskorzeźbą ze scenami Ukrzyżowania i Sądu Ostatecznego. Na nagrobku monarchy widnieje rozeta interpretowana jako wyobrażenie kręgu życia. Opisane płaskorzeźby znajdują analogie we francuskich dziełach z epoki i pozwalają przypuszczać, że anonimowy artysta znał sztukę mudéjar. Część płaskorzeźb z przedstawieniami postaci ludzkich pozbawiona jest głów, odłamanych w czasie napoleońskiej okupacji Portugalii.

## Potomstwo
- Alfons (zmarły w dzieciństwie)
- Beatrycze (hrabina Albuquerque)
- Jan (książę Valencia de Campos)
- Dionizy (lord Villar-Dompardo)

## Upamiętnienia
Motyw nieszczęśliwej miłości przyszłego króla i Inês de Castro jest obecny do dziś w folklorze Portugalii, literaturze i poezji oraz pieśniach fado.